# Liste d'anime et mangas axés sur l'omorashi

Grands yeux innocents d'une poupée lolicon

L'omorashi (オモラシ / おもらし / お漏らし), d'origine japonaise, est un des sous-groupes du fétichisme sexuel au cours duquel les participants sont excités sexuellement par le fait d'avoir une vessie pleine ou par la vision d'une autre personne ayant la vessie pleine. Pour ces fétichistes, l'acmée du plaisir se situe au moment où le sujet perd le contrôle de sa vessie et devient incontinent. L'engouement du public pour l'otaku a conduit ce dernier à être présent dans nombre d'anime et mangas dont certains sont exclusivement axés sur l'omorashi et peuvent être considérés comme des mangas Hentai (ou manga H). D'autres ne montrent de telles scènes qu'occasionellement. L'accent mis sur des attitudes moe au cours de l'omorashi est habituellement rendu par les grands yeux innocents et le petit nez retroussé des personnages impliqués. Cette insistance sur le côté puéril de l'acte se manifeste également à travers les lolicons et autres shotacons.

## Mangas
- Haut – A
- B
- C
- D
- E
- F
- G
- H
- I
- J
- K
- L
- M
- N
- O
- P
- Q
- R
- S
- T
- U
- V
- W
- X
- Y
- Z

### A
- Alice no Hyakudo CC, (alias Alice no 100° CC) du dessinateur Nakajima Chizuna est un harem-manga[2]. Ce type de manga, popularisé par la série de bandes dessinées parues dans le magazine Champion Red[3], est la seconde publication de Chizuna après Iinari! Aibure-shon, un autre manga axé sur l'omorashi.

### B
- Le troisième volume de Battle Royale met en scène un omorashi impliquant le personnage de la vilaine et sexy Mitsuko Souma.
- Battle Vixens (cf. Ikki Tousen ci dessous)

### D
- Tare-chan, un personnage du troisième volume de Devilman, urine par peur. Le manga ne renferme qu'une seule scène d'omorashi mais dans l'animation, Tare se souille quasiment chaque fois qu'il fait son apparition et définit ainsi son personnage.
- Bulma, un personnage de Dragon Ball, perd le contrôle de sa vessie à la fin du premier chapitre et se mouille après avoir failli mourir.

### E
- Le huitième volume du manga intitulé Elfen lied met en scène un personnage moe[1] prénommé Nozomi qui, incontinent, porte une couche-culotte. Nozomi ne paraît pas dans l'anime. Par contre, au cours du premier épisode de ce dernier, Nyu perd discrètement ses urines après avoir rencontré Kouta, son protagoniste.

### I
- La bande dessinée Iinari! Aibure-shon de Nakajima Chizuna, est réputé au Japon pour s'adresser à un public de tous les âges[4] bien que renfrmant des scènes d'omorashi.
- Ikki Tousen, un manga de Yuji Shiozaki, est une série de bandes dessinées adaptée du roman chinois Romance of the Three Kingdoms. La série est réputée pour contenir une foule de fan services sous la forme de jeunes filles attractives qui combattent en minijupe au cours de différentes situations ecchi. L'anime qui en dérive contient une variété de scène d'omorashi au cours desquelles, les filles perdent le contrôle de leur vessie au cours de la bataille mais parviennent à gagner le combat malgré leurs slips mouillés. Par exemple, lors du dernier combat de Ryofu Housen contre Kan'u Unchou, Ryofu se fait mordre cruellement. Elle obtient la victoire en obligeant Unchou à mouiller sa culotte[5]. Lors d'un autre combat entre Ryomou Shimei et Sonsaku Hakufu, cette dernière urine également dans sa petite culotte. Ryomou pense alors tenir sa victoire lorsque Sonsaku l'achève soudain par surprise en la frappant violemment.
- Immortalité est un manga H sadomasochiste contenant des scènes d'omorashi.

### K
- Kissxsis, une série de mangas seinen écrite et illustrée par Bow Ditama avant d'être prépubliée dans la revue Bessatsu Young Magazine, montre une scène d'omorashi en la décrivant comme « le rêve d'un homme »[6].

### L
- LOCO est une anthologie de l'omorashi en deux volumes publié en 2004. Il dépeint à la fois des lolicons et des shotacon.

### O
- Omorashi Ana Dorei est un manga Hentai (ou manga H) axé sur l'omorashi;
- Omorashi Comic est un manga Hentai (ou manga H) axé sur de l'omorashi et dessiné par le renommé auteur ICE PINK;
- Omorashi Hime est un manga Hentai (ou manga H) de Gorgeous Takarada;
- Omorashi Riko-chan est un manga Hentai (ou manga H) axé sur l'omorashi;
- Omorashi Sakura est un manga Hentai (ou manga H) Dōjinshi et une entité créée à partir d'extraits de la série des Cardcaptor Sakura. Il tourne autour de plusieurs scènes d'omorashi;
- Omorashi Tenshi est un manga Hentai (ou manga H) axé sur de l'omorashi;
- Omorashikko (宮崎摩耶) de Miyazaki Maya (『おもらしっコ』) est un manga Hentai (ou manga H) contenant de nombreuses scènes d'omorashi.
- Omujo! Omutsu Joshi est un manga ecchi ayant pour sujet l'omorashi.

### S
- Shōnen Ai no Bigaku est une compilation bimensuelle de mangas shotacon qui a commencé à être publiée le 25 juin 2005. Elle raconte une histoire d'omorashi au treizième volume intitulé Omorashi Shōnen.

### T
- Tenina! par Tako Tsuboya est un manga Hentai (ou manga H) racontant l'histoire d'une fille portant des couches culottes en classe du secondaire.

## Anime
- Haut – A
- B
- C
- D
- E
- F
- G
- H
- I
- J
- K
- L
- M
- N
- O
- P
- Q
- R
- S
- T
- U
- V
- W
- X
- Y
- Z

### B
- Battle Vixens (cf. Ikki Tousen plus haut dans cet article);
- Bondage Game est un anime hentai OAV. Le scénario est celui d'une fille amnésiaque expédiée dans un centre de bondage où se déroulent des scènes sadiques. L'une d'entre elles la montre ligotée sur un lit et contrainte de souiller une couche[7].

### C
- Co-Ed Affairs (alias Kouin Tenshi: Haitoku no Riseennu au Japon) est un épisode unique d'anime OAV-H dans lequel un groupe d'amies, Moemi, Reina and Mitsugu, naïves et curieuses décident de faire leur initiation sexuelle grâce à une vidéo. Cette initiation est focalisée sur l'omorashi à partir de trois scènes[8].

### D
- Le protagoniste de Dai Mahō Tōge' a deux petites sœurs jumelles qui se mouillent chaque fois qu'elles apparaissent dans un épisode. Ceci survient le plus souvent en cas de frayeur;
- Devilman met en scène le personnage de Tare-chan qui perd ses urines par peur lorsqu'il voit un démon. Tare mouille son slip dans presque tous les épisodes du feuilleton télévisé où il paraît. L'anime OVA intitulée Amon: The Apocolypse of Devilman et diffusée par la télévision au cours des années 1970 le montre également incontinent dans les mêmes circontances;
- Le premier épisode de Dragon Ball se termine sur le spectacle de Bulma, qui, bien qu'à l'article de la mort, pleure de dégoût pour avoir mouillé son slip.

### G
- Le 52e épisode de Gintama, un anime adapté du très connu manga dessiné par Hideaki Sorachi et traitant de samourais, met en scène un omutsu omorashi.

### H
- L'anime Higurashi no Naku Koro ni met en scène Shion Sonozaki qui se mouille après avoir tué Satoko Hojo, la petite sœur de Satoshi Hojo, le garçon dont elle est amoureuse.

### I
- Ikki Tousen est un anime adapté du manga de même nom (cf. plus haut dans cet article). Cette série connue pour contenir une multitude de fan services, met en scène une pléiade de jeunes filles attirantes qui combattent en minijupes. Tout au long de l"anime, on assiste à de nombreuses scènes d'omorashi lorsque les filles perdent le contrôle de leur vessie ; ce qui ne les empêche nullement d'être victorieuses. Par exemple, au cours du dernier combat que se livrent Kan'u Unchou et Ryofu Housen, cette dernière est violemment mordue. Elle remporte néanmoins la victoire en s'arrangeant pour que Unchou urine dans son slip[9]. Lors d'un autre combat entre Ryomou Shimei et Sonsaku Hakufu, cette dernière urine également dans son slip. Ryonou s'imagine alors être victorieuse lorsque Sonsaku l'achève en lui assénant un coup violent. Chinku essaie de voler quelque chose. Elle est arrêtée par la garde de Kaku. Baillonnée, elle urine sous elle avant de perdre conscience.
- Dans L'Île des défis extrêmes le candidat Jordi se mouille deux fois de suite après avoir vu un ours

### K
- Kanzen Mushusei: Sorezore no Houkago est un anime-hentai (anime H) axé sur des scènes d'omorashi.

### L
- Lolita Anime - Le troisième épisode intitulé "Uchiyama Aki no Omorashi Gokko" met en scène une fille portant une couche culotte et contrainte de l'utiliser.

### M
- Maniax est le troisième épisode d'un anime hentai OAV qui met en scène une femme officier de police prise d'une impérieuse envie d'uriner et qui cherche désespérément des toilettes. Un démon lubrique lui fait tellement peur qu'elle ne peut pas se retenir.

### Q
- Le premier épisode de Queen's Blade comporte deux scènes d'omorashi. La première survient lorsque le personnage féminin principal du nom de Reina, étranglée, perd le contrôle de sa vessie. La seconde, un peu plus tard, lorsqu'elle se souille par peur.

### V
- Vixens, un anime hentai OAV en trois épisodes adapté du manga écrit par Ujin, est célèbre pour la scène d'omorashi qu'il contient.